# Sohodolls
Sohodolls — британский квинтет, образованный в 2003 году. Сами музыканты описывают своё творчество как смесь «отчаянного гламура» и «дикости и сексуальности».

## История группы
История британского квинтета Sohodolls берёт своё начало в 2003 году, когда солистка Майя Мари Хоуи (Майя фон Долл) переезжает в Англию из Бейрута и, вдохновлённая творчеством Алекса Джеймса из Blur, решает создать группу. Первоначально группа была женской, в её состав, помимо Майи фон Долл, вошли ещё две девушки — Ана Долл и Пато. В этом составе в 2004 году группа выпускает своей сингл «Prince Harry», достигший 57-го места в британском чарте После выхода сингла из группы уходит гитаристка Пато.
В 2004 году Майя фон Долл пригласила в группу гитаристов Тони Сэйлора (Сэйлор Долл) и Гэвина Джея, тем самым был создан второй состав группы. В 2006 году выходить второй сингл «Stripper», который был использован на американском телевидении в одном из эпизодов сериала «Сплетница», после чего в телесериале были использованы ещё по крайней мере две композиции группы. В середине 2006 года, вскоре после выпуска своего второго сингла, Гэвин Джей и Ана Долл уходят из группы. Майя и Тони Сэйлор пригласив в группу клавишника Стивена Уэстона (Вэстон Долл), Пола Стоуна (барабаны) и Мэтта Лорда (контрабас), сформировали третий состав группы.
Позже Sohodolls выступают как хэдлайнеры в Москве, Лос-Анджелесе, Германии, Франции, Италии, Стамбуле, Барселоне и других городах и странах. Также присутствуют на разогреве у Ladytron, Vive la Fête, She Wants Revenge, The Magic Numbers, Soulwax и The Charlatans. Дебютный альбом Ribbed Music for the Numb Generation вышел в свет 24 сентября 2007 года.
В 2006 году группа начинает запись своего дебютного альбома, вместе с продюсерами Робертом Хардером и Стивом Лионом, работавшим в своё время с группами The Clash и Depeche Mode. В октябре 2006 года группа выпускает сингл только для скачивания «No Regrets». Так в 2006 году Sohodolls начинает активную гастрольную деятельность, выступая в России, в Великобритании, а также в Лос-Анджелесе, Германии, Франции, Италии, Испании, Бельгии и Стамбуле.
В сентябре 2007 года на лейбле A&G выходит дебютный альбом группы под название «Ribbed Music for the Numb Generation». Выпуску альбома предшествовал сингл «My Vampire», предназначенный только для скачивания, и сингл «Right and Right Again». В вошли пять предыдущих синглов группы, в том числе два сингла, выпущенных на альбоме, и пять новых песен, записанных специально для альбома.
28 февраля 2014 года группа выпустила новый мини-альбом под названием «Mayday», содержащий 3 новые песни. В этом же году группа фактически прекратила своё существование.
В 2014 году Майя Мари Хоуи создала новую группу под названием New Pharaohs.
26 февраля 2021 группа решила выпустить отдельный альбом с ремиксами, а также выпустила бонусный трек «Is This Love», являющийся первой за 7 лет отсутствия работой Sohodolls. Альбом не приобрел популярности и является лишь подарком для старых фанатов группы.

## Дискография

### Альбомы
- Ribbed Music for the Numb Generation (2007)

### Мини-альбом
- Prince Harry (2005)
- Mayday (2014)

### Синглы
- «Prince Harry» (2004)
- «Stripper» (2005)
- «No Regrets» (2006)
- «Right and Right Again» (2007)
- «Talk of the Town» (2014)
- «Is This Love» (2021)

### Сольные синглы Майи фон Долл
- «Play My Way» (2011)
- «Open Checkbook» (2012)
- «Is This Love» (совместно с Robs & Duke) (2012)

## Публикации
- Cole, Jenni. Soho Dolls - Ribbed Music For The Numbed Generation (A&G) (англ.). musicOMH. Дата обращения: 1 июня 2012. Архивировано из оригинала 23 сентября 2012 года.
- Rich, Amy. Review: The Soho Dolls (англ.). BBC (16 июня 2006). Дата обращения: 1 июня 2012. Архивировано из оригинала 23 сентября 2012 года.